# Tretjärnarna (Åsele socken, Lappland, 710395-157680)
Tretjärnarna är en sjö i Åsele kommun i Lappland och ingår i Ångermanälvens huvudavrinningsområde.